# Nikolaj Möller
Pour les articles homonymes, voir Möller.
Nikolaj Möller, né le 20 juillet 2002 à Helsingborg en Suède, est un footballeur suédois qui évolue au poste d'avant-centre au FC Saint-Gall.

## Biographie

### Formation et débuts
Né à Helsingborg en Suède, Nikolaj Möller est formé par le Malmö FF, qu'il rejoint à l'âge de treize ans. Considéré comme un joueur prometteur, il est notamment comparé à son compatriote Zlatan Ibrahimović, pour sa grande taille notamment et qui a lui aussi été formé au Malmö FF. Möller, qui est souvent surclassé dans les différentes catégories de jeunes, se fait remarquer par son touché de balle, sa finition et sa capacité à jouer sous pression notamment. Il est alors repéré par le Bologne FC, qu'il rejoint lors de l'été 2018 mais retourne au Malmö FF en janvier 2020.
Le 5 octobre 2020, Nikolaj Möller, alors âgé de 18 ans, rejoint l'Arsenal FC, où il doit dans un premier temps intégrer l'équipe réserve du club.
Le 26 juillet 2021, Nikolaj Möller est prêté au Viktoria Cologne, qui évolue alors en troisième division allemande.
Le 31 janvier 2022, Nikolaj Möller est prêté par Arsenal au FC Den Bosch jusqu'à la fin de la saison,.
Le 30 juin 2022, le prêt de Möller au FC Den Bosch est prolongé pour une saison supplémentaire,.

### FC Saint-Gall
Le 20 juin 2023, Nikolaj Möller rejoint le FC Saint-Gall, en Suisse. L'attaquant suédois signe un contrat de quatre ans, soit jusqu'en juin 2027.
Il joue son premier match pour le club le 22 juillet 2023, lors de la première journée de la saison 2023-2024 de Super League, la première division suisse, face au FC Bâle. Il entre en jeu et son équipe s'impose par deux buts à un. Möller marque son premier but pour le club le 7 octobre 2023, lors d'une rencontre de championnat face au FC Stade Lausanne Ouchy. Titulaire, il ouvre le score après huit minutes de jeu et son équipe s'impose par quatre buts à zéro.

### Strømsgodset IF
Le 15 août 2024, Nikolaj Möller est prêté au Strømsgodset IF, en Norvège, jusqu'en juin 2025.
Il se fait remarquer dès son premier match en marquant son premier but pour le club, le 17 août 2024, lors d'une rencontre de championnat face au Lillestrøm SK. Buteur après son entrée en jeu, il participe à la victoire de son équipe par trois buts à deux,,.

### En sélection
Nikolaj Möller représente l'équipe de Suède des moins de 20 ans, jouant au total deux matchs avec cette sélection, tous en 2021.